# Shizuka Gozen

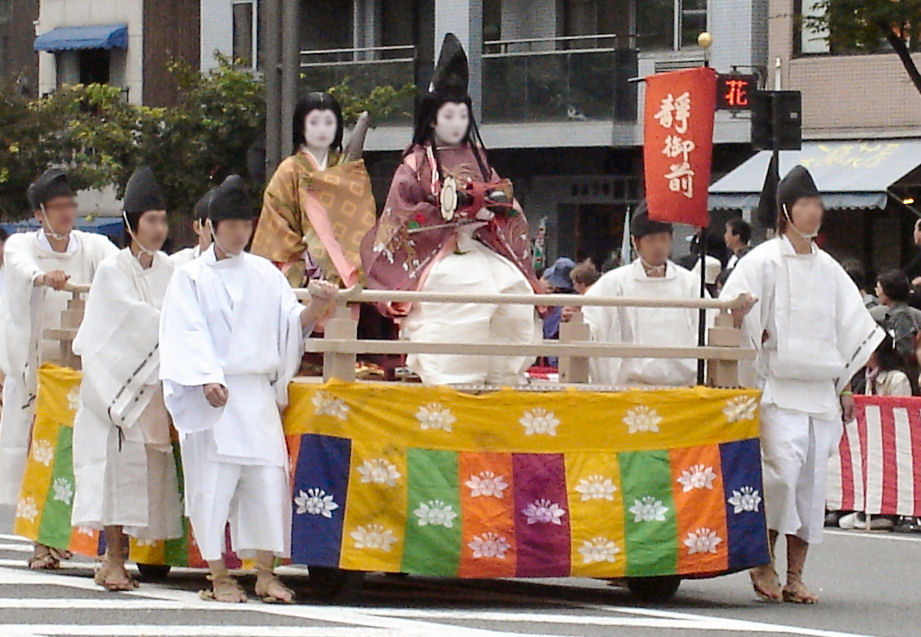
Représentation de Shizuka Gozen lors du festival des Âges de Kyoto.

Shizuka Gozen (静御前) (1165–1211), ou dame Shizuka, l'une des plus célèbres femmes de l'histoire et de la littérature japonaise, est une shirabyōshi (danseuse de la cour, portant des vêtements masculins pendant les représentations) du XIIe siècle qui fut la maîtresse de Minamoto no Yoshitsune. Largement représentée dans le Heike Monogatari (Dit de Heike), le Gikeiki (Chronique de Yoshitsune), et dans d'autres œuvres littéraires, son histoire est très connue au Japon, bien qu'il soit difficile de séparer les faits imaginaires de la réalité.

## Biographie
Sa mère, Iso no Zenji, est également shirabyōshi. Selon le Gikeiki, Shizuka est invitée par l'empereur retiré Go-Shirakawa, avec 99 autres danseuses, pour effectuer une danse de la pluie après que le chant de 100 moines bouddhistes n'a rien donné. Bien que les 99 danseuses échouent également à faire venir la pluie, l'arrivée de Shizuka provoque l'effet désiré. Elle est alors félicitée par l'empereur et rencontre Yoshitsune.
Lorsque Yoshitsune fuit Kyoto en 1185, après la guerre de Genpei et à la suite d'un désaccord avec son frère Minamoto no Yoritomo, le premier shogun de Kamakura, Shizuka est laissée à Yoshino. Le lieu exact du voyage avec Yoshitsune où elle est renvoyée à l'arrière, ou si elle continue son voyage au-delà de Yoshino, varie selon les sources littéraires, comme sur beaucoup de détails de sa vie. En tous les cas, elle est capturée par Hōjō Tokimasa et les forces loyales à Yoritomo, et, selon quelques versions de l'histoire, contrainte à danser pour le nouveau shogun au Tsurugaoka Hachiman-gū de Kamakura. Elle chante alors des chansons sur son amour pour Yoshitsune, ce qui provoque la colère de Yoritomo, mais sa femme Hōjō Masako est compatissante et l'aidera plus tard à s'échapper. Shizuka est à ce moment enceinte de l'enfant de Yoshitsune. Yoritomo déclare que s'il s'agit d'une fille, celle-ci pourra vivre en paix mais s'il s'agit d'un garçon, celui-ci sera mis à mort. Peu de temps après, à l'âge de 19 ans, Shizuka donne naissance à un fils. Adachi Kiyotsune essaye alors de s'emparer de l'enfant qui est remis à la mère de Shizuka. Elle retourne ensuite à Kyoto où elle devient nonne bouddhiste. Cependant, elle est plus tard exécutée avec l'enfant de Yoshitsune sous les ordres de Yoritomo.
Selon quelques versions de l'histoire, elle ne serait pas devenue nonne bouddhiste à son retour et n'aurait pas été exécutée. Elle aurait été accueillie à la cour de Hōjō Masako où elle aurait vécu un moment. Elle aurait ensuite de nouveau quitté la capitale et se serait suicidée en se jetant dans une rivière, bien que les sources diffèrent sur le lieu exact de cet acte.

## Commémoration
Shizuka est un personnage important de la pièce de nô Funa Benkei et de la pièce de bunraku Yoshitsune Senbon-sakura, qui furent plus tard adaptées au théâtre kabuki, et dans d'autres œuvres littéraires et drama, traditionnelles et modernes. Elle est commémorée dans plusieurs festivals à travers le Japon. De nombreuses villes japonaises prétendent être le lieu exact de son exil religieux, de sa mort, ou d'autres évènements importants de sa vie.
- (4200) Shizukagozen, astéroïde.

## Dans la culture populaire
Shizuka est représentée dans le jeu vidéo Genji: Dawn of the Samurai (« Genji : La naissance du samouraï ») de 2005, en tant que « Gozen Shizuka » (Dame Shizuka), un personnage qui vient en aide au héros, Yoshitsune Minamoto et à son allié (et ancien ennemi) Saito Musashibo Benkei durant le jeu. Gozen Shizuka est représentée comme une jeune femme d'une beauté extraordinaire avec de longs cheveux argentés. Elle est la survivante qui possède le pouvoir de Yosegane, et réapparaît dans la suite de 2006 sur PlayStation 3, Genji: Days of the Blade (« Genji : L'époque des lames ») comme personnage jouable, où elle est représentée sous les mêmes traits que dans le premier opus.

## Source de la traduction
- (en) Cet article est partiellement ou en totalité issu de l’article de Wikipédia en anglais intitulé « Shizuka Gozen » (voir la liste des auteurs).